# Stereospondylomorpha
Stéréospondylomorphes
Clade
Taxons de rang inférieur
- † Archegosauroidea
- † Stereospondyli

Les stéréospondylomorphes (Stereospondylomorpha) forment un clade éteint d'amphibiens temnospondyles regroupant les Stereospondyli et les Archegosauroidea,. Le groupe a été proposé pour la première fois par Yates et Warren (2000), qui ont découvert que les Archegosauroidea et les Stereospondyli étaient des taxons frères dans leur analyse phylogénétique. Un clade similaire est Archegosauriformes, nommé par Schoch et Milner (2000), qui comprend les Stereospondyli et certains temnospondyles du Permien qui ressemblent en apparence aux stéréospondyles, y compris les Archegosauroidea. Cependant, selon la phylogénie de Schoch et Milner, Archegosauroidea est un groupe paraphylétique de taxons qui sont successivement basaux à Stereospondyli, plutôt qu'un taxon frère monophylétique.
Chinlestegophis (en), un stéréospondyle putatif du Trias considéré comme apparenté aux métoposauroïdes (en) tels que Rileymillerus (en), partage de nombreuses caractéristiques avec les céciliens, un groupe vivant d'amphibiens fouisseurs sans pattes. Si Chinlestegophis est en effet à la fois un stéréospondyle avancé et un parent des céciliens, cela signifie que les stéréospondylomorphes (sous la forme de céciliens) aurait survécu jusqu'à nos jours.